# Congleton (borough)
Congleton è stato un borough del Cheshire, Inghilterra, Regno Unito, con sede a Sandbach.
Il distretto fu creato con il Local Government Act 1972, il 1º aprile 1974 dalla fusione del borough di Congleton con i distretti urbani di Alsager, Middlewich e Sandbach e il distretto rurale di Congleton. Dal 2009 il suo territorio è confluito nella nuova autorità unitaria di Cheshire East.

## Parrocchie civili
- Alsager (città)
- Arclid
- Betchton
- Bradwall
- Brereton
- Church Lawton
- Congleton (città)
- Cranage
- Goostrey
- Hassall
- Holmes Chapel
- Hulme Walfield
- Middlewich (città)
- Moreton cum Alcumlow
- Moston
- Newbold Astbury
- Odd Rode
- Sandbach (città)
- Smallwood
- Somerford
- Somerford Booths
- Swettenham
- Twemlow